# For Lies I Sire
For Lies I Sire er det tiende studiealbum af det britiske doom metal-band My Dying Bride, som blev udgivet den 23. marts 2009 og 21. april 2009 i USA. Dette er den første udgivelse hvorpå keybaodrspilleren Katie Stone bidrager. Yderligere spillede hun også violinpassagerne, som det tidligere medlem Martin Powell plejede at spille.   

## Spor
1. "My Body, a Funeral" – 6:47
2. "Fall With Me" – 7:15
3. "The Lies I Sire" – 5:29
4. "Bring Me Victory" – 4:08
5. "Echoes From a Hollow Soul" – 7:19
6. "ShadowHaunt" – 4:37
7. "Santuario di Sangue" – 8:27
8. "A Chapter in Loathing" – 4:46
9. "Death Triumphant" – 11:06

## Placering på hitliste
| Chart (2009)         | Peak position |
| -------------------- | ------------- |
| Finnish Albums Chart | 24            |

## Fodnoter
1. ↑  "My Dying Bride's official website". Arkiveret fra originalen 18. september 2010. Hentet 28. maj 2009.
2. ↑  For Lies I Sire – CD – My Dying Bride
3. ↑  For Lies I Sire Finnish Chart Archives @ yle.fi Finnish